# 2009 en science-fiction
| Années de la science-fiction : 2006 - 2007 - 2008 - 2009 - 2010 - 2011 - 2012    |
| Décennies de la science-fiction : 1970 - 1980 - 1990 - 2000 - 2010 - 2020 - 2030 |

L'année 2009 est marquée, en matière de science-fiction, par les événements suivants.

## Naissances et décès

### Décès
- 30 janvier : Lino Aldani, écrivain italien, né en 1926, mort à 82 ans.
- 25 février : Philip José Farmer, écrivain américain, mort à 91 ans.
- 9 mars : André Caroff, écrivain français, né en 1924, mort à 85 ans.
- 19 avril : J. G. Ballard, écrivain britannique, mort à 78 ans.
- 29 novembre : Robert Holdstock, écrivain britannique, mort à 61 ans.

## Prix

### Prix Hugo
- Roman : L'Étrange Vie de Nobody Owens (The Graveyard Book) par Neil Gaiman
- Roman court : Le Nexus du docteur Erdmann (The Erdmann Nexus) par Nancy Kress
- Nouvelle longue : L'Éclosion des Shoggoths (Shoggoths in Bloom) par Elizabeth Bear
- Nouvelle courte : Expiration (Exhalation) par Ted Chiang
- Livre non-fictif ou apparenté : Your Hate Mail Will Be Graded: A Decade of Whatever, 1998-2008 par John Scalzi
- Roman graphique : Girl Genius, Volume 8: Agatha Heterodyne and the Chapel of Bones, écrit par Kaja Foglio et Phil Foglio, dessiné par Phil Foglio, couleurs par Cheyenne Wright
- Film : WALL-E, réalisé par Andrew Stanton et Pete Docter
- Série ou court-métrage : Dr. Horrible's Sing-Along Blog par Joss Whedon, Zack Whedon, Jed Whedon et Maurissa Tancharoen
- Éditeur de nouvelles : Ellen Datlow
- Éditeur de romans : David G. Hartwell
- Artiste professionnel : Donato Giancola
- Magazine semi-professionnel : Weird Tales, dirigé par Ann VanderMeer et Stephen H. Segal
- Magazine amateur : Electric Velocipede
- Écrivain amateur : Cheryl Morgan
- Artiste amateur : Frank Wu
- Prix Campbell : David Anthony Durham

### Prix Nebula
- Roman : La Fille automate (The Windup Girl) par Paolo Bacigalupi
- Roman court : The Women of Nell Gwynne’s par Kage Baker
- Nouvelle longue : Masques (Sinner, Baker, Fabulist, Priest; Red Mask, Black Mask, Gentleman, Beast) par Eugie Foster
- Nouvelle courte : Mêlée (Spar) par Kij Johnson
- Prix Andre Norton : La Fille qui navigua autour de Féérie dans un bateau construit de ses propres mains (The Girl Who Circumnavigated Fairyland in a Ship of Her Own Making) par Catherynne M. Valente
- Prix Solstice : Kate Wilhelm, A. J. Budrys et Martin H. Greenberg
- Prix du service pour la SFWA : Vonda N. McIntyre et Keith Stokes
- Prix Ray Bradbury : District 9 par Neill Blomkamp et Terri Tatchell
- Grand maître : Harry Harrison
- Auteur émérite : M. J. Engh (en)

### Prix Locus
- Roman de science-fiction : Anatèm (Anathem) par Neal Stephenson
- Roman de fantasy : Lavinia (Lavinia) par Ursula K. Le Guin
- Roman pour jeunes adultes : L'Étrange Vie de Nobody Owens (The Graveyard Book) par Neil Gaiman
- Premier roman : Singularity's Ring par Paul Melko
- Roman court : Pretty Monsters par Kelly Link
- Nouvelle longue : La Pompe six (Pump Six) par Paolo Bacigalupi
- Nouvelle courte : Expiration (Exhalation) par Ted Chiang
- Recueil de nouvelles : La Fille flûte et autres fragments de futurs brisés (Pump Six and Other Stories) par Paolo Bacigalupi
- Anthologie : The Year's Best Science Fiction: Twenty-fifth Annual Collection par Gardner Dozois, éd.
- Livre non-fictif ou Livre d'art : Coraline: The Graphic Novel par Neil Gaiman, adapté et illustré par P. Craig Russell
- Éditeur : Ellen Datlow
- Magazine : The Magazine of Fantasy & Science Fiction
- Maison d'édition : Tor Books
- Artiste : Michael Whelan

### Prix British Science Fiction
- Roman : The City and the City (The City and the City) par China Miéville
- Fiction courte : The Beloved Time of Their Lives par Ian Watson et Roberto Quaglia

### Prix Arthur-C.-Clarke
- Lauréat : Song of Time par Ian R. MacLeod

### Prix Sidewise
- Format long : 1942: A Novel par Robert Conroy
- Format court : The Fixation par Alastair Reynolds

### Prix E. E. Smith Memorial
- Lauréat : Terry Pratchett

### Prix Theodore-Sturgeon
- Lauréat : The Ray Gun: A Love Story par James Alan Gardner (en)

### Prix Lambda Literary
- Fiction spéculative : Turnskin par Nicole Kimberling

### Prix Seiun
- Roman japonais : Harmonie (Harmony) par Keikaku Itō

### Grand prix de l'Imaginaire
- Roman francophone : L'Autre Rive par Georges-Olivier Châteaureynaud
- Nouvelle francophone : La Vieille Anglaise et le Continent par Jeanne-A Debats

### Prix Kurd-Laßwitz
- Roman germanophone : Die Abschaffung der Arten par Dietmar Dath

### Prix Curt-Siodmak
- Film de science-fiction : WALL-E, film d'animation américain réalisé par Andrew Stanton
- Série de science-fiction : Battlestar Galactica
- Production allemande de science-fiction : non décerné

## Parutions littéraires

### Recueils de nouvelles et anthologies
- Défricheurs d'imaginaire, recueil composé par Jean-François Thomas.

## Sorties audiovisuelles

### Films
- Astro Boy par David Bowers.
- Avatar par James Cameron.
- Cargo par Ivan Engler.
- Clones par Jonathan Mostow.
- District 9 par Neill Blomkamp.
- Daybreakers par Michael et Peter Spierig.
- Evangelion: 1.0 You Are (Not) Alone par Hideaki Anno.
- La Route par John Hillcoat.
- Moon par Duncan Jones.
- Pandorum par Christian Alvart.
- Planète 51 par Jorge Blanco.
- Prédictions par Alex Proyas.
- Push par Paul McGuigan.
- Star Trek par J. J. Abrams.
- Terminator Renaissance par McG.
- Transformers 2 : La Revanche par Michael Bay.
- Ultimate Game de Mark Neveldine par Brian Taylor.
- Watchmen par Zack Snyder.

### Téléfilms
- À l'aube du dernier jour par Paul Ziller.
- Annihilation Earth par Nick Lyon.
- Ben 10: Alien Swarm par Alex Winter.
- Invasion au Far-West par K. T. Donaldson.
- Mega Shark vs. Giant Octopus par Jack Perez.
- Secousse sismique par David Michael Latt.
- La Tempête du siècle par Bradford May.
- Virtuality par Peter Berg.

### Séries
- Doctor Who, épisodes spéciaux de la saison 4.
- Futurama, saison 5 : Prenez garde au seigneur des robots ! et Vous prendrez bien un dernier vert ?.
- Stargate Universe, saison 1
- Star Wars: The Clone Wars, saison 2.

## 2009 dans la fiction
- 2009: Lost Memories, film sorti en 2002, se déroule en 2009.